# Monte Colma
Il monte Colma (856 m s.l.m.) è una montagna della valle Stura situata al confine tra i comune di Rossiglione (GE) in Liguria e Tagliolo Monferrato (AL) in Piemonte.

## Descrizione

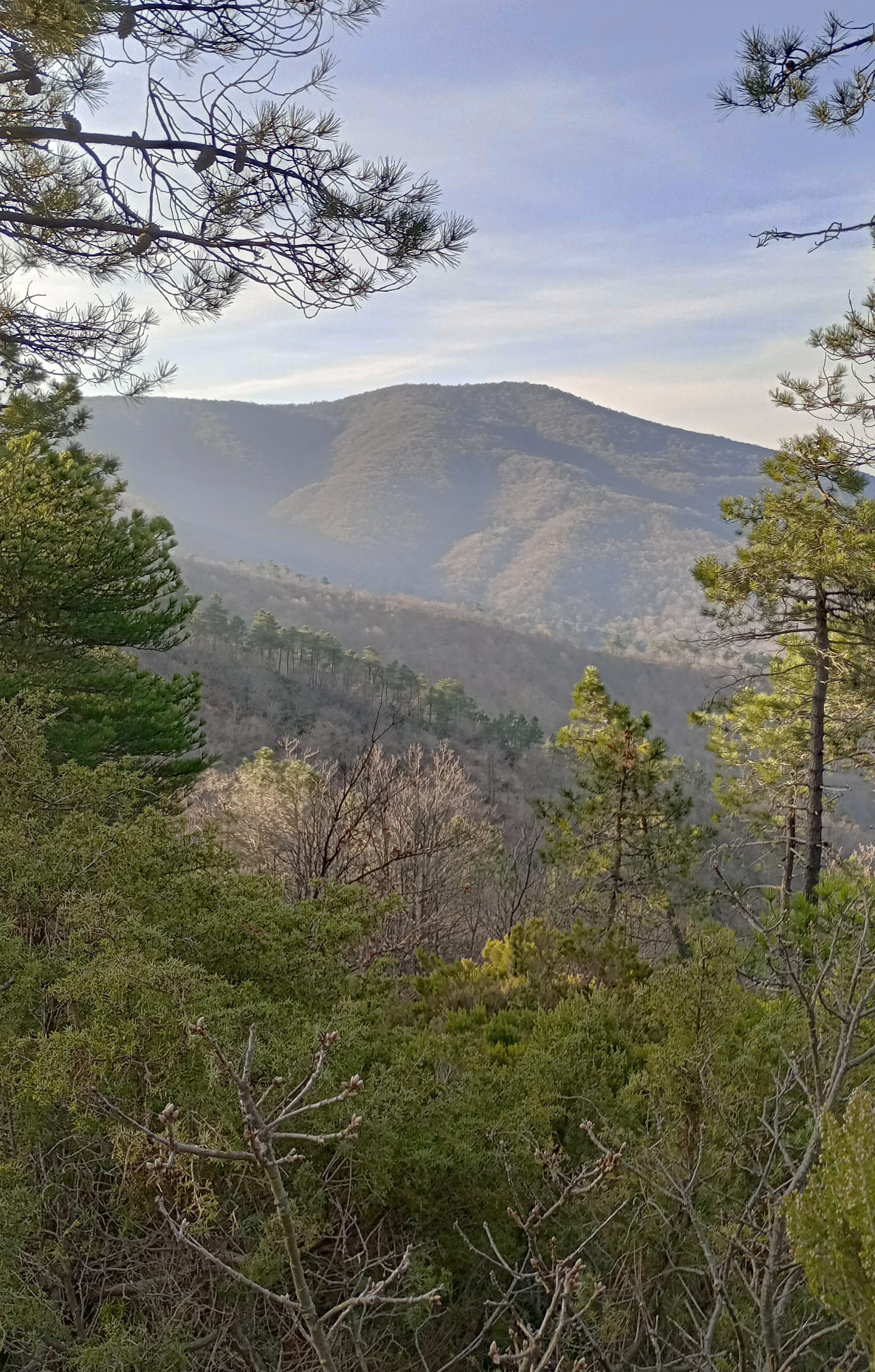
Vista da nord

La montagna è una delle prime cime significative dell'Appennino ligure che si incontrano venendo dalla zona collinare alessandrina. Si trova su un costolone che separa due vallette laterali sul lato destro del bacino della Stura di Ovada, a breve distanza dallo spartiacque con il Piota. La cima non offre grandi panorami data la fitta vegetazione di latifoglie, ed è caratterizzata dalla presenza di un affioramento roccioso sul quale sono presenti vecchie incisioni ed una piccola edicola votiva. La sua prominenza topografica è di 131 metri.

## Geologia
La zona del Monte Colma è nota per la presenza di scisti verdi a contatto con masse di rocce serpentinose.

## Accesso alla cima

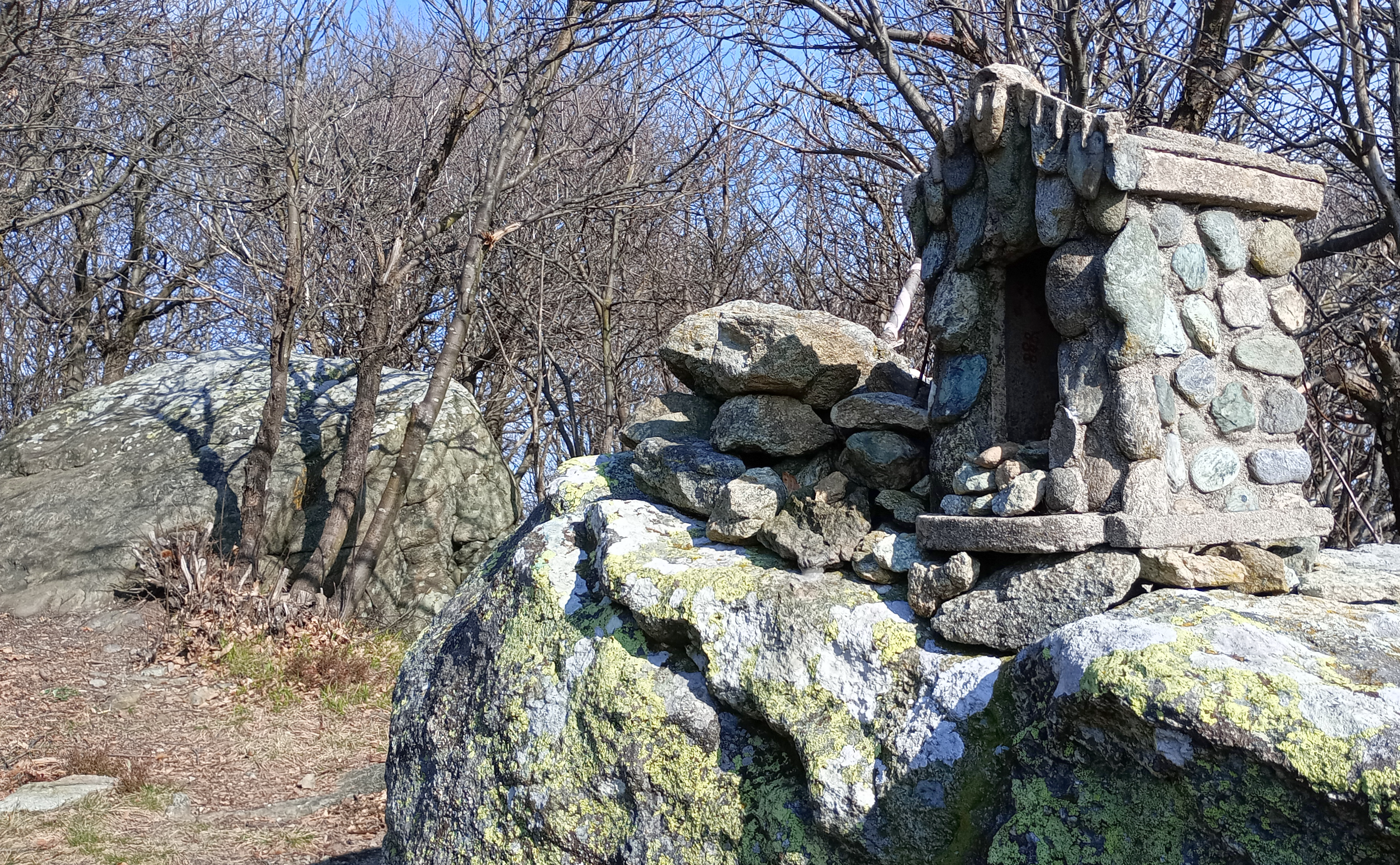
La cima del monte

Il monte è facilmente raggiungibile da località Gnocchetto di Ovada, o da Rossiglione. Si può inoltra accedere da nord per un itinerario segnalato con partenza da Magnoni, in comune di Tagliolo, e proseguire poi verso il Monte Pracaban.

## Protezione della natura
La parte alessandrina della montagna ricade nel Capanne di Marcarolo.

### Cartografia
- Cartografia ufficiale italiana in scala 1:25.000 e 1:100.000, Istituto Geografico Militare. URL consultato il 19 dicembre 2021.
- Carta dei sentieri 1:50.000 n. 16 "Genova - Varazze - Ovada", Torino, Istituto Geografico Centrale.